# Гленвуд (Міннесота)
Гленвуд (англ. Glenwood) — місто (англ. city) в США, в окрузі Поуп штату Міннесота. Населення — 2657 осіб (2020).

## Географія
Гленвуд розташований за координатами 45°39′42″ пн. ш. 95°23′4″ зх. д. / 45.66167° пн. ш. 95.38444° зх. д. (45.661754, -95.384554).  За даними Бюро перепису населення США в 2010 році місто мало площу 15,18 км², уся площа — суходіл.

## Демографія
Згідно з переписом 2010 року, у місті мешкали 2564 особи в 1185 домогосподарствах у складі 656 родин. Густота населення становила 169 осіб/км².  Було 1339 помешкань (88/км²).
Расовий склад населення:
| - 97,2 % — білих - 0,8 % — чорних або афроамериканців - 0,4 % — азіатів - 0,3 % — корінних американців |

До двох чи більше рас належало 1,3 %. Частка іспаномовних становила 1,3 % від усіх жителів.
За віковим діапазоном населення розподілялося таким чином: 21,3 % — особи молодші 18 років, 53,5 % — особи у віці 18—64 років, 25,2 % — особи у віці 65 років та старші. Медіана віку мешканця становила 44,1 року. На 100 осіб жіночої статі у місті припадало 84,3 чоловіків;  на 100 жінок у віці від 18 років та старших — 80,8 чоловіків також старших 18 років.
Середній дохід на одне домашнє господарство  становив 57 732 долари США (медіана — 43 125), а середній дохід на одну сім'ю — 79 357 доларів (медіана — 59 310). Медіана доходів становила 45 938 доларів для чоловіків та 35 739 доларів для жінок. За межею бідності перебувало 15,5 % осіб, у тому числі 15,7 % дітей у віці до 18 років та 13,7 % осіб у віці 65 років та старших.
Цивільне працевлаштоване населення становило 1087 осіб. Основні галузі зайнятості: освіта, охорона здоров'я та соціальна допомога — 31,7 %, виробництво — 19,0 %, роздрібна торгівля — 12,3 %, мистецтво, розваги та відпочинок — 10,9 %.